# Liste der Gouverneure von Suriname

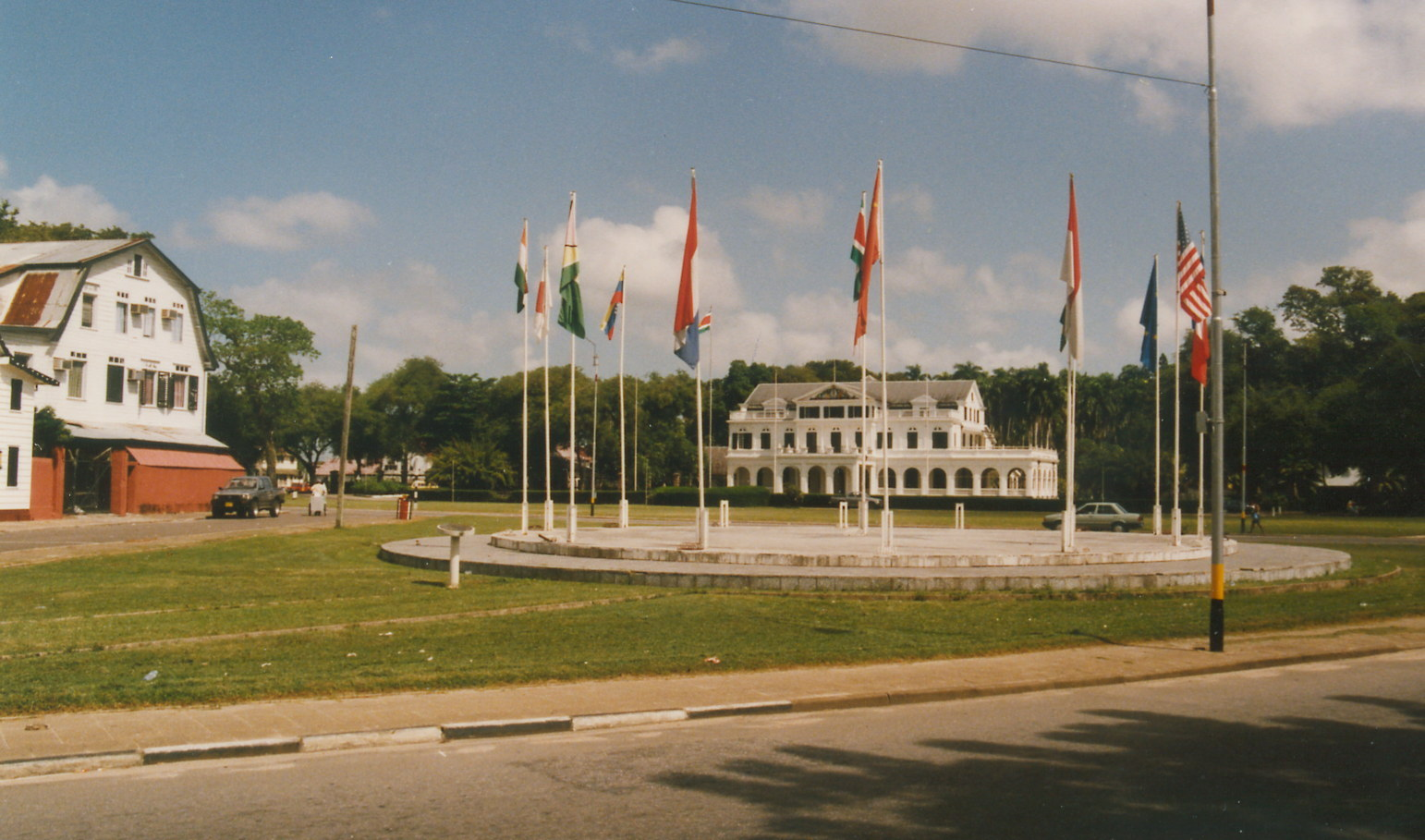
Im Hintergrund ist das Präsidenten- und frühere Gouverneurspalais zu sehen. Hier residierten die meisten der nachfolgend aufgelisteten Herren.

Dieser Artikel listet die Gouverneure von Suriname in Südamerika.

## Verwendete Abkürzungen
- a. i. = ad interim; lat.: „bis auf Weiteres“
- Jhr. = Jonkheer: Adelstitel
- Mr. = Titel, Meister: abgeschlossenes Jurastudium

## Gouverneure von Suriname bis zur Unabhängigkeit von den Niederlanden 1975

### Kolonie vonFrancis, Lord Willoughby of Parham
(Royalist, siehe Karl I., König von England)
- 1650–1654: Anthony Rowse
- 1654–1667: William Byam

### Abraham Crijnssenerobert Suriname für Zeeland
- 1667–1667: Maurits de Rama

### Wiederbesetzung durch die Engländer
- 1667–1668: Samuel Barry
- 1668–1668: James Bannister

### Suriname, nach der Rückeroberung durch Crijnssen (Periode 1668–1799)
- 1668–1669: Abraham Crijnssen (a. i.)
- 1669–1671: Philip Julius Lichtenberg
- 1671–1677: Pieter Versterre
- 1677–1677: Abel Thisso (a. i.)
- 1677–1678: Tobias Adriaenssen
- 1678–1678: Abel Thisso (a. i.)
- 1678–1680: Johannes Heinsius
- 1680–1680: Everard van Hemert (a. i.)
- 1680–1683: Laurens Verboom (a. i.)
- 1683–1688: Cornelis van Aerssen van Sommelsdijk
- 1688–1689: Abraham van Vredenburgh (a. i.)
- 1689–1696: Johan van Scharphuizen
- 1696–1707: Mr. Paulus van der Veen
- 1707–1707: Mr. Willem de Gruyter
- 1707–1710: François Anthony de Rayneval (a. i.)
- 1710–1715: Johan de Goyer
- 1715–1716: François Anthony de Rayneval (a. i.)
- 1716–1717: Johan de Mahony
- 1717–1718: François Anthony de Rayneval (a. i.)
- 1718–1721: Jan Coetier
- 1721–1722: François Anthony de Rayneval (a. i.)
- 1722–1727: Mr. Hendrik Temming
- 1727–1728: François Anthony de Rayneval (a. i.)
- 1728–1734: Mr. Carel Emilius Henry de Cheusses
- 1734–1734: Johan Frederik Cornelis de Vries (a. i.)
- 1734–1735: Mr. Jacob Alexander Henry de Cheusses
- 1735–1735: Johan Frederik Cornelis de Vries (a. i.)
- 1735–1737: Mr. Joan Raye
- 1737–1742: Gerard van de Schepper
- 1742–1751: Mr. Johan Jacob Mauricius
- 1751–1752: Hendrik Ernst Baron van Spörcke (a. i.)
- 1752–1754: Wigbold Crommelin (a. i.)
- 1754–1756: Pieter Albert van der Meer
- 1756–1757: Jan Nepveu (a. i.)
- 1757–1768: Wigbold Crommelin
- 1768–1779: Jan Nepveu
- 1779–1783: Bernard Texier
- 1783–1784: Mr. Wolphert Jacob Beeldsnijder Matroos (a. i.)
- 1784–1790: Mr. Jan Gerhard Wichers
- 1790–1802: Jurriaan François de Friderici

### Britisches Protektorat (Periode 1799–1802)
- 1802–1803: Willem Otto Blois van Treslong (a. i.)
- 1803–1804: Pierre Berranger

### Britische Herrschaft (Periode April 1804 – Februar 1816)
- 1804–1805: Sir Charles Green
- 1805–1808: William Carlyon Hughes
- 1808–1809: Sir John Wardlau (a. i.)
- 1809–1811: Graf Charles Ferdinand Bentinck
- 1811–1816: Pinson Bonham (a. i.)

siehe auch Napoléon Bonaparte

### Suriname ist Niederländische Kolonie (Periode Februar 1816 – Januar 1950)
- 1816–1816: Willem Benjamin van Panhuys
- 1816–1822: Mr. Cornelis Reinhard Vaillant
- 1822–1828: Abraham de Veer
- 1828–1831: Paulus Roelof Cantz'laar
- 1831–1838: Mr. Evert Ludolph Baron van Heeckeren
- 1838–1839: Mr. Philippus de Kanter (a. i.)
- 1839–1842: Julius Constantijn Rijk
- 1842–1842: Mr. Philippus de Kanter (a. i.)
- 1842–1845: Burchard Jean Elias
- 1845–1845: Mr. Philippus de Kanter (a. i.)
- 1845–1852: Reinier Frederick Baron van Raders
- 1852–1852: Mr. Philippus de Kanter (a. i.)
- 1852–1852: Coenraad Barends (a. i.)
- 1852–1855: Jhr. Johann George Otto Stuart von Schmidt auf Altenstadt
- 1855–1859: Charles Pierre Schimpf
- 1859–1867: Reinhart Frans van Lansberge
- 1867–1873: Willem Hendrik Johan van Idsinga
- 1873–1882: Jhr. Cornelis Ascanius van Sypesteyn
- 1882–1885: Johannes Herbert A. W. Baron van Heerdt tot Eversberg
- 1885–1888: Mr. Hendrik Jan Smidt
- 1888–1889: Mr. Warmolt Tonckens J. Lz. (a. i.)
- 1889–1891: Jhr. Mr. Maurits Adriaan de Savornin Lohman
- 1891–1896: Jhr. Mr. Titus Anthony Jacob van Asch van Wijck
- 1896–1902: Mr. Warmolt Tonckens J. Lz.
- 1902–1905: Ir. Cornelis Lely
- 1905–1905: David Hendrik Havelaar (a. i.)
- 1905–1908: Alexander Willem Frederik Idenburg
- 1908–1908: Mr. Pieter Hofstede Crull (a. i.)
- 1908–1911: Mr. Dirk Fock
- 1911–1911: Mr. Louis Marie Rollin Couquerque (a. i.)
- 1911–1911: Mr. Pieter Hofstede Crull (a. i.)
- 1911–1916: Willem Dirk Hendrik Baron van Asbeck
- 1916–1919: Gerard Johan Staal
- 1919–1920: Mr. Lambertus Johannes Rietberg (a. i.)
- 1920–1920: Gerard Johan Staal
- 1920–1921: Mr. Lambertus Johannes Rietberg (a. i.)
- 1921–1928: Mr. Aarnoud Jan Anne Aleid Baron van Heemstra
- 1928–1928: Mr. Jan Luchies Nysingh (a. i.)
- 1928–1933: Dr. Abraham Arnold Lodewijk Rutgers
- 1933–1933: Mr. Dr. Franciscus Laurentius Josephus van Haaren (a. i.)
- 1933–1944: Prof. Dr. Johannes Coenraad Kielstra
- 1944–1948: Mr. Johannes Cornelis Brons
- 1948–1948: Mr. Maarten de Niet (a. i.)
- 1948–1949: Dr. Willem Huender
- 1949–1949: Mr. Maarten de Niet (a. i.)

### Interimsregelung (1950–1954) undautonomesLand innerhalb des Königreiches (Oktober 1954–November 1975)
- 1949–1956: Mr. Jan Klaasesz

Flagge des Gouverneurs von Suriname von 1959 bis 1975 (siehe auch Flagge Surinames)

- 1956–1956: Mr. Cornelis Nagtegaal (a. i.)
- 1956–1962: Jan van Tilburg
- 1962–1963: Archibald Currie (a. i.)
- 1963–1963: Mr. François Haverschmidt (a. i.)
- 1963–1964: Archibald Currie
- 1964–1965: Mr. François Haverschmidt (a. i.)
- 1965–1968: Mr. Henry Lucien de Vries
- 1968–1968: Mr. François Haverschmidt (a. i.)
- 1968–1975: Dr. Johan Henri Eliza Ferrier